# Andrzej Jaguś
Andrzej Jaguś – polski geograf, nauczyciel akademicki.
Jest absolwentem Wydziału Nauk o Ziemi Uniwersytetu Śląskiego, doktorem habilitowanym nauk rolniczych, nauczycielem akademickim, profesorem uczelni w Instytucie Ochrony i Inżynierii Środowiska Akademii Techniczno–Humanistycznej w Bielsku-Białej, autorem lub współautorem ponad stu publikacji z zakresu kształtowania i ochrony środowiska oraz turystyki i krajoznawstwa. Przodownik Turystyki Górskiej (z uprawnieniami przewodnickimi) Polskiego Towarzystwa Turystyczno-Krajoznawczego, miłośnik turystyki pieszej i kajakowej, uczestnik wypraw poznawczych, między innymi nad Bajkał, do Nowej Zelandii, na Wyspę Wielkanocną oraz do Stanów Zjednoczonych Ameryki.

## Autorstwo lub współautorstwo monografii naukowych i popularnonaukowych
- Zbiornik Poraj – charakterystyka fizycznogeograficzna (2000, ISBN 83-87431-30-3);
- Szczawnica i okolice – przyroda i człowiek (2002, ISBN 83-91701-90-5);
- Charakterystyka przyrodnicza zlewni Grajcarka ze szczególnym uwzględnieniem środowiska wodnego i użytkowania terenu (2002, ISBN 83-88763-14-8);
- Zagospodarowanie doliny Iłżanki w aspekcie aktywizacji turystyki (2002, ISBN 83-88763-09-1);
- Zbiornik Kozłowa Góra – funkcjonowanie i ochrona na tle charakterystyki geograficznej i limnologicznej (2003, ISBN 83-919007-0-3);
- Polska. Najpiękniejsze akweny i wodospady (2004, ISBN 83-7183-302-4);
- Wpływ zróżnicowanego użytkowania łąki górskiej na plonowanie runi i cechy jakościowe odpływających wód (2006, ISBN 83-88763-56-3);
- Skarby natury w Polsce (2007, ISBN 978-83-718-3436-3);
- Skarby natury w Polsce (2008, ISBN 978-83-718-357-59);
- Polskie akweny i wodospady (2008, ISBN 978-83-7183-600-8);
- Znaczenie zbiorników wodnych w kształtowaniu krajobrazu (na przykładzie kaskady jezior Pogorii) (2008, ISBN 978-83-60714-59-1, ISBN 978-83-61644-00-2);
- Polskie akweny i wodospady. Zaproszenie do podróży (2012, ISBN 978-83-773-824-93);
- Skarby natury w Polsce: Obiekty przyrody – Parki – Rezerwaty (2012, ISBN 978-83-773-824-79);
- Degradacja i ochrona zbiorników zaporowych na przykładzie kaskady Soły (2015, ISBN 978-83-65182-14-2).

## Autorstwo lub współautorstwo podręczników akademickich
- Szczawnica i okolice – niektóre możliwości kształcenia w zakresie geografii (2001, ISBN 83-87431-37-0);
- Kształcenie terenowe w zakresie geografii i ochrony środowiska (na przykładzie Pienin) (2009, ISBN 978-83-61644-07-1).